# Eryngium alismifolium
Eryngium alismifolium är en växtart i släktet martornar och familjen flockblommiga växter.
Arten är en perenn ört som förekommer i västra USA. Den beskrevs av Edward Lee Greene 1895.